# Niederwaldbahn
| Übersichtskarte der Zahnradbahnen zum Niederwald                                                                                             |                     |                   |                   |
| Streckenlänge: | 2,3 km              |                   |                   |
| Spurweite: | 1000 mm (Meterspur) |                   |                   |
| Maximale Neigung: | 200 ‰               |                   |                   |
| |                     |                   |                   |
| \| \| 0,0 \| Rüdesheim \| Rüdesheim \| \| \| \| Kuhweg \| \| \| \| \| Ausweiche \| \| \| \| 2,3 \| Niederwalddenkmal \| Niederwalddenkmal \| |                     |                   |                   |
| Kopfbahnhof Streckenanfang (Strecke außer Betrieb)                                                                                           | 0,0                 | Rüdesheim         | Rüdesheim         |
| Brücke (Strecke außer Betrieb) |                     | Kuhweg            | Kuhweg            |
| Blockstelle (Strecke außer Betrieb) |                     | Ausweiche         | Ausweiche         |
| Kopfbahnhof Streckenende (Strecke außer Betrieb)                                                                                             | 2,3                 | Niederwalddenkmal | Niederwalddenkmal |

Die Bahnstrecke Rüdesheim–Niederwalddenkmal war eine 2,3 Kilometer lange meterspurige Zahnradbahn von der Talstation Rüdesheim am Rhein zur Bergstation beim Niederwalddenkmal, die von der Niederwald-Bahn-Gesellschaft (NWB) betrieben wurde. Sie war von 1884 bis 1917 sowie von 1925 bis 1939 jeweils in der Sommersaison in Betrieb. Nach Kriegsschäden wurde sie nicht wieder aufgebaut und abgebrochen. Seit 1954 übernimmt die Seilbahn Rüdesheim, eine Gondelbahn, den Verkehr.

## Technik
Um die Steilstrecke hinauf zum Niederwalddenkmal, ein Höhenunterschied von 223 Metern mit einer maximalen Steigung von 20 Prozent, zu überwinden, wurde das Zahnradsystem Riggenbach verwendet. Die Züge wurden von Dampflokomotiven geschoben. Kurz vor dem Zweiten Weltkrieg begannen Überlegungen, die Strecke zu elektrifizieren, wurden aber nicht mehr umgesetzt. In der Stadt Rüdesheim verlief die Trasse der Bahn 400 Meter in Straßenlage. Die Empfangsgebäude waren ursprünglich in Leichtbauweise errichtet. Die Bergstation wurde 1935 in Massivbauweise neu gebaut.
Die Talstation verfügte über ein Stumpfgleis. Der Abzweig zur Remise erfolgte über eine Zahnstangenweiche. Daran angeschlossen waren der Lok- und Wagenschuppen mittels einer Schiebebühne. Die Ausweiche an der Strecke (Ortslage am Steinbruch) besaß zwei Zahnstangenweichen. Ebenso besaß die Bergstation zwei Stumpfgleise.

## Geschichte der Strecke

Orientierungsskizze von 1884

Hinter dem Projekt einer Zahnradbahn zum Niederwalddenkmal standen die Stadt Rüdesheim und das Bankhaus Jacob S. H. Stern, Köln. Der Bau wurde von dem Schweizer Ingenieur Niklaus Riggenbach begleitet.
Noch bevor die gesamte Strecke und die Hochbauten fertiggestellt waren, ging die Bahn am 30. Mai 1884 in Betrieb.
Mit dem Ersten Weltkrieg brachen der Tourismus und damit die Nachfrage nach der Bahn drastisch ein, der Verkehr musste eingeschränkt und am 6. August 1917 ganz eingestellt werden.

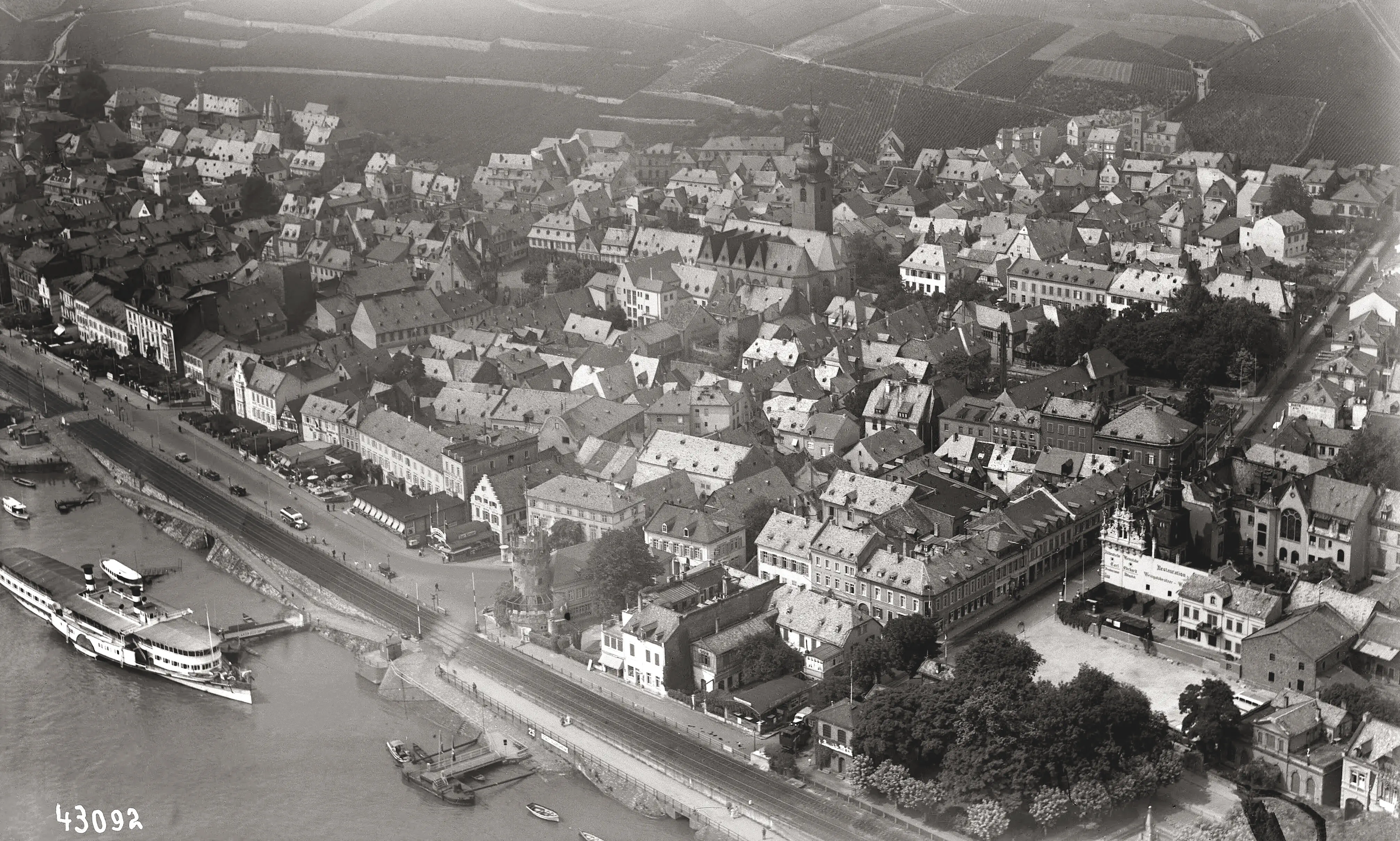
Ein Zug am Prellbock in der Talstation 1936, die sich am unteren Bildrand befindet

Erst 1925 – nun in städtischer Regie – konnte der Betrieb wiederaufgenommen werden und übertraf alle Erwartungen. Mit 300.000 Fahrgästen im Jahr wurde 1928 sogar der Vorkriegsrekord übertroffen. Allerdings bewirkten kurz darauf Weltwirtschaftskrise und das Aufkommen des Kraftfahrzeugs erhebliche Einschnitte. Wie schon 1914 ließ auch der Ausbruch des Zweiten Weltkriegs die Nachfrage versiegen. Bereits am 30. August 1939 wurde der Betrieb eingestellt – wie sich später herausstellte: endgültig. Bei einem Luftangriff am 25. November 1944, der der Hindenburgbrücke galt, wurden auch die Bahnanlagen der Niederwaldbahn in der Stadt Rüdesheim beschädigt.
1952 entschied sich die Stadt Rüdesheim gegen den Wiederaufbau der Bahn. Sie wurde 1954 durch die Seilbahn Rüdesheim ersetzt. Die Bahnanlagen wurden abgerissen, Schienen und Fahrzeuge verschrottet. Einer der Vorstellwagen wurde an die Drachenfelsbahn abgegeben, wo er mit der Betriebsnummer 3" in den Fahrzeugbestand eingereiht wurde.

## Geschichte der Gesellschaft

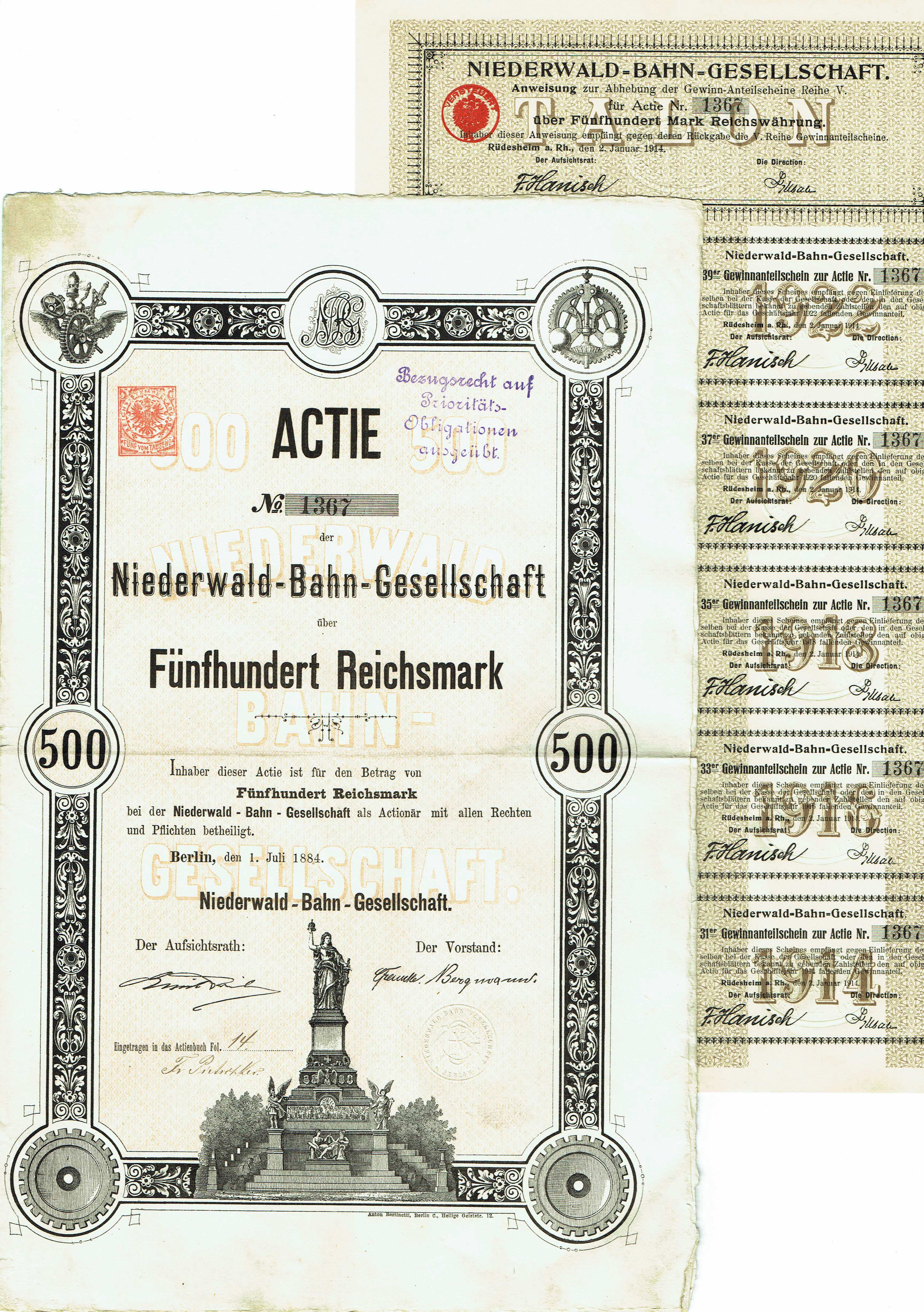
Aktie über 500 Reichsmark der Niederwald-Bahn-Gesellschaft vom 1. Juli 1884

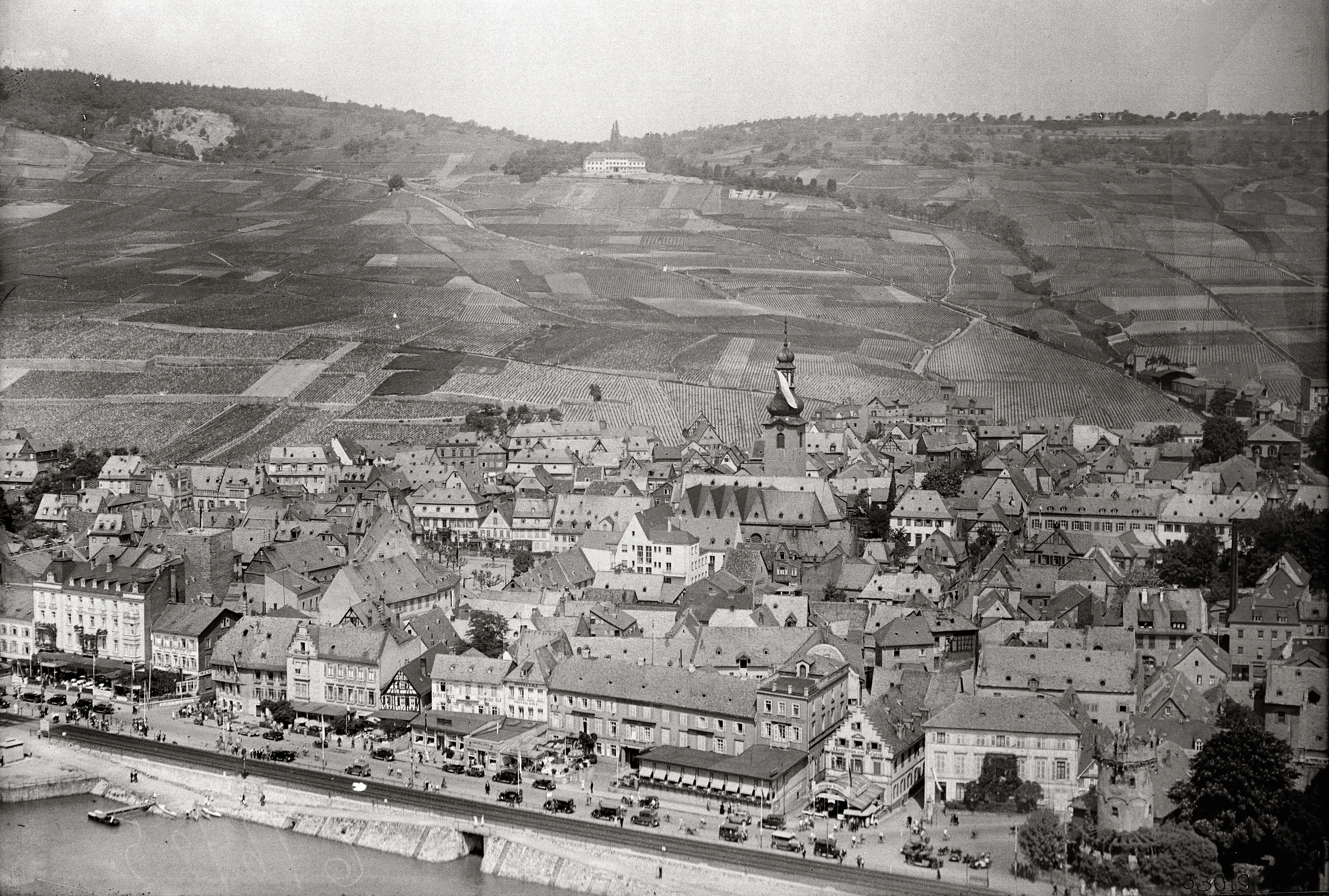
Zwei Züge auf der Strecke 1931 kurz oberhalb der Ortslage (Suchbild: halbe Höhe rechts im Bild)

Die offiziell Niederwald-Bahn-Gesellschaft genannte Aktiengesellschaft wurde am 1. Juli 1884 mit Sitz in Rüdesheim gegründet. Sie übernahm die Betriebsrechte der nach der gleichen Technik, jedoch ohne Verbindung zueinander erbauten meterspurigen Zahnradbahnen Rüdesheim–Niederwalddenkmal und Assmannshausen–Jagdschloss, vom Bankhaus Jacob S.H. Stern. 1920 übernahm die Stadt Rüdesheim die Aktienmehrheit und löste die Gesellschaft auf.
1900 wurde der Firmensitz nach Berlin verlegt, wo der damalige Hauptaktionär, der Bankier G. Lilienthal, seinen Geschäftssitz hatte. 1911 verursachte G. Lilienthal mit seiner Bank einen betrügerischen Bankrott, der dem Unternehmen 70.000 Mark Schulden zurückließ.
Die Nachfrage auf das Angebot des auf die die Sommersaison ausgerichtete Bahngeschäfts war stark schwankend und witterungsabhängig und blieb somit wirtschaftlich problematisch. Die Gesellschaft versuchte dies durch die Anschaffung eines Dampfboots auszugleichen, das zwischen Rüdesheim und Assmannshausen verkehrte und auch die für den Tourismus wichtigen Destinationen Bingen und Burg Rheinstein erschloss. Dies ermöglichte Rundfahrten über die beiden eigenen Bahnstrecken der Gesellschaft sowie eine Überquerung des Rheins. Diese Geschäftsausweitung war jedoch nicht erfolgreich und führte zu weiteren Verlusten.
Mit dem Verkauf der Aktienmehrheit an die Stadt Rüdesheim wurde die Aktiengesellschaft 1920 aufgelöst.

## Relikte

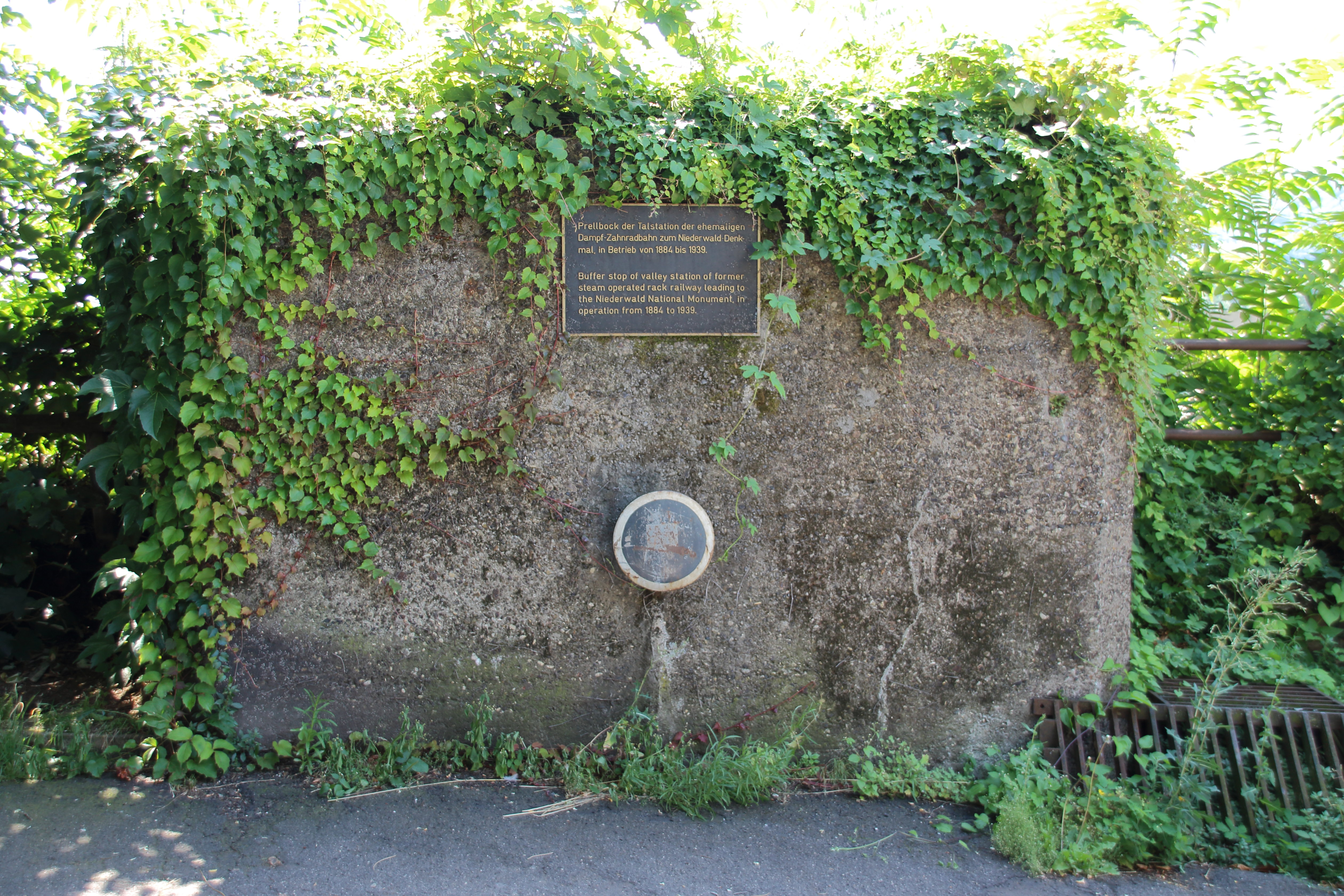
Prellbock

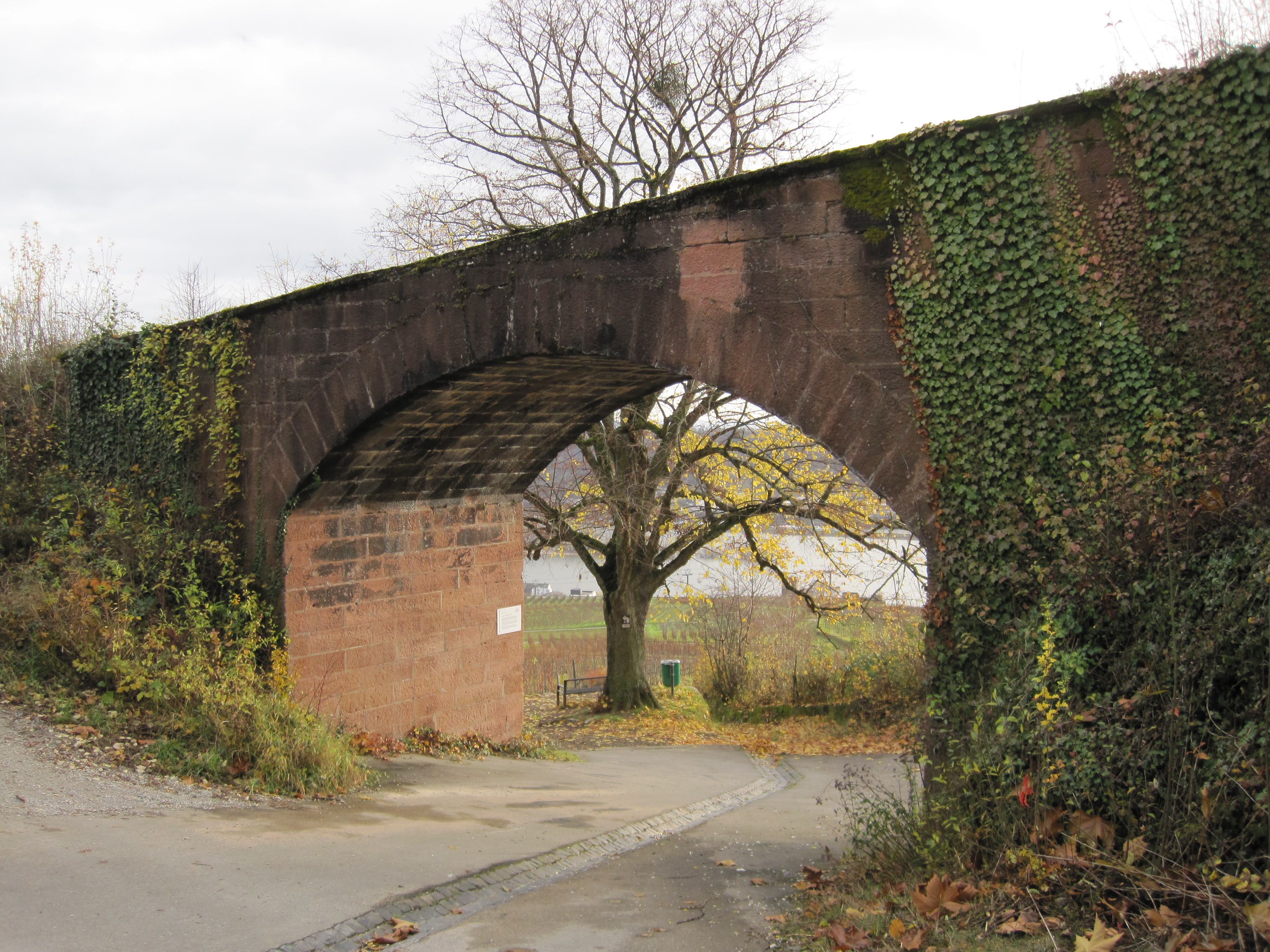
Viadukt

Am unteren Ende der Rüdesheimer Grabenstraße, hinter dem Adlerturm, erinnert am Bahndamm der rechten Rheinstrecke nur noch ein Prellbock an die Zahnradbahn. An der Talstation der 1954 in Betrieb genommenen Seilbahn Rüdesheim in der Oberstraße wurde 1973 das Antriebsrad einer der früher eingesetzten Dampflokomotiven samt Hinweisschild als Technisches Denkmal aufgestellt. Ferner befindet sich auf Höhe des großen Parkplatzes am Eibinger Tor noch ein Werkstattgebäude mit NWB-Wetterfahne auf dem Dach. Hier beginnt auch der Zahnradbahnweg, ein 1,8 Kilometer langer Informationsweg mit Hinweistafeln, der von der Stadt Rüdesheim entlang der ehemaligen Trasse eingerichtet wurde. Er führt in den Weinbergen am ehemaligen Viadukt über den Kuhweg vorbei bis hin zum Niederwalddenkmal.